# Cerkiew Zbawiciela na Neredicy
Cerkiew Zbawiciela na Neredicy (ros. Церковь Спаса на Нередице, Спас на горе Нередице, Спас-Нередица) – świątynia Przemienienia Pańskiego znajdująca się w odległości 1,5 km na południe od Nowogrodu Wielkiego. Leży na małym wzgórzu, po prawej stronie rzeki Wołchow, w pobliżu stanowiska archeologicznego Rurykowe Gorodiszcze. Jedna z najstarszych cerkwi w Rosji i jeden z najcenniejszych zabytków sztuki ruskiej czasów sprzed podbojów mongolskich.

## Historia
Cerkiew została wzniesiona w 1198 r. z inicjatywy księcia nowogrodzkiego Jarosława Włodzimierzowicza. Jej budowa trwała prawdopodobnie mniej niż jeden rok. Władca kazał ją zbudować jako formę upamiętnienia dwóch zmarłych synów. Po śmierci księcia cerkiew posłużyła za miejsce jego pochówku, co było zgodne z wolą władcy. W latach 1903–1904 była prowadzona gruntowna renowacja i restauracja cerkwi pod kierownictwem architekta Piotra Pokryszkina.
Podczas II wojny światowej, w latach 1941–1943 świątynia znalazła się na linii frontu. Została wtedy bardzo zniszczona. Najbardziej ucierpiały bezcenne freski z 1199 i 1246 r., których w wyniku działań wojennych przetrwała tylko niewielka część (głównie dolne partie). Cerkiew odbudowano w latach 1956–1958, jednakże większości fresków nie udało się odtworzyć.
W 1992 roku Cerkiew Zbawiciela na Neredicy wraz z innymi zabytkowymi obiektami z obszaru Nowogrodu została wpisana na Listę Światowego Dziedzictwa UNESCO w ramach kategorii „Historyczne pomniki Nowogrodu i okolic”.
W latach 2001–2004 prowadzono prace renowacyjne i archeologiczne wewnątrz cerkwi. Oprócz znalezienia fragmentów najstarszych fresków z 1199 r., pod posadzką odkryto grób zawierający szczątki Atanazego Daniłowicza, potomka Ruryka, brata księcia moskiewskiego Iwana Kality i wnuka Aleksandra Newskiego. Grób ten wzmiankowany był w kronikach z 1322 r.
Obecnie cerkiew pełni funkcje stricte muzealne. Sporadycznie są w niej odprawiane nabożeństwa.

## Architektura
Niewielka murowana cerkiew, zbudowana na planie kwadratu z trzema absydami po wschodniej stronie i zwieńczona kopułą. Typowy przykład budownictwa sakralnego nowogrodzkich terenów z końca XII wieku. W Rosji zachowało się jeszcze kilka podobnych świątyń, jak na przykład cerkiew św. Jerzego w Starej Ładodze.

### Freski
Pierwsze freski powstały w 1199 r. Były one tworzone przez kilku różnych artystów, toteż nie można było w nich dostrzec jednorodności stylistycznej. Obejmowały całe wnętrze cerkwi w tym filary, ściany, sufit i kopułę. W kopule namalowany był fresk przedstawiający Wniebowstąpienie, co było nietypowe, gdyż od IX wieku na obszarze bizantyńskiego kręgu kulturowego w kopułach świątyń zazwyczaj malowano Chrystusa Zbawiciela. Namalowanie innego fresku w kopule świadczyło o tym, że świątynia leży w bardzo peryferyjnym regionie. Za najbardziej imponujący fresk w cerkwi był uważany Sąd Ostateczny, który zajmował całą zachodnią ścianę – fragmenty głównie tego fresku spośród wszystkich pozostałych przetrwały do czasów współczesnych. W 1246 r. na ścianie południowej został namalowany fresk przedstawiający księcia Jarosława II Wsiewołodowicza.

## Galeria

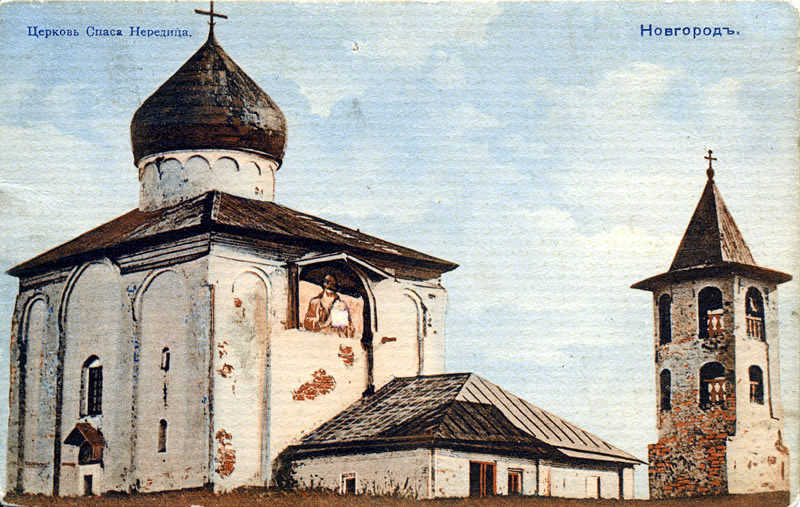
Cerkiew na dawnej pocztówce
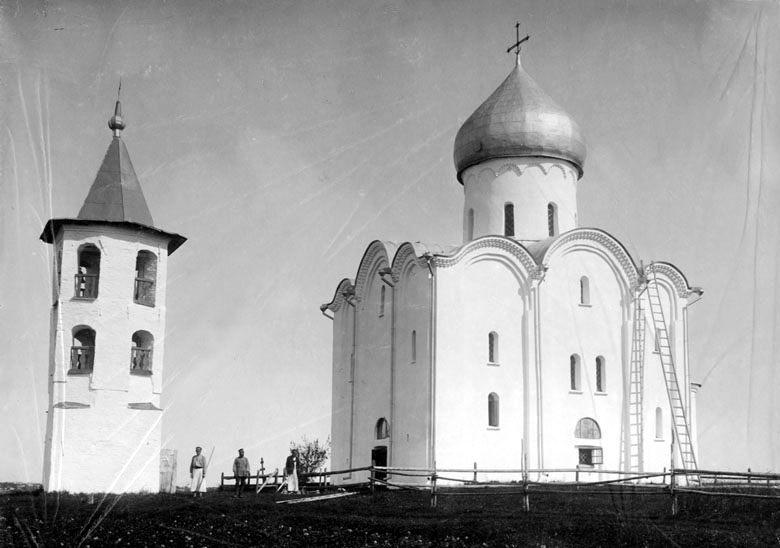
Cerkiew w 1900 r.
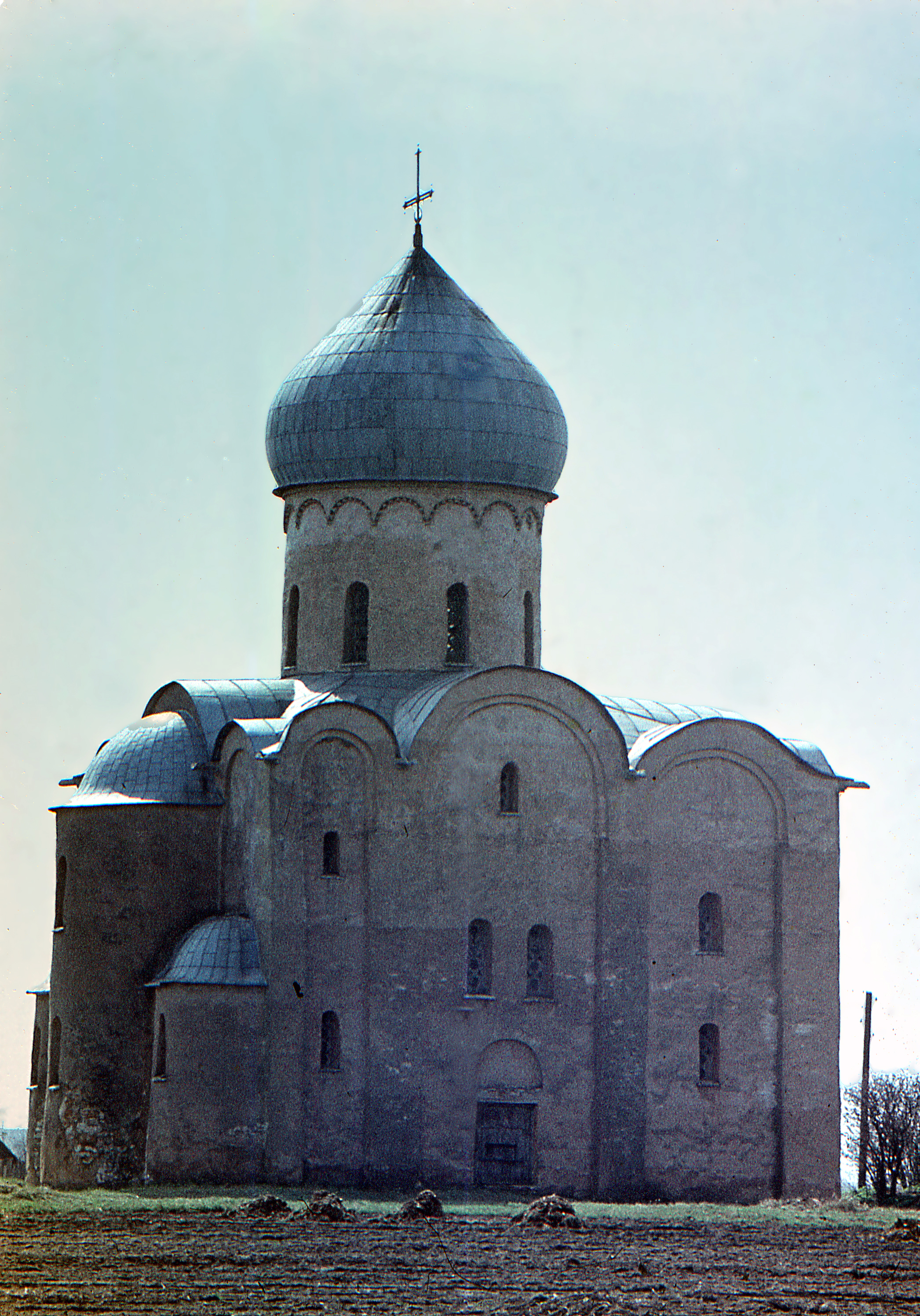
Cerkiew w 1978 r.
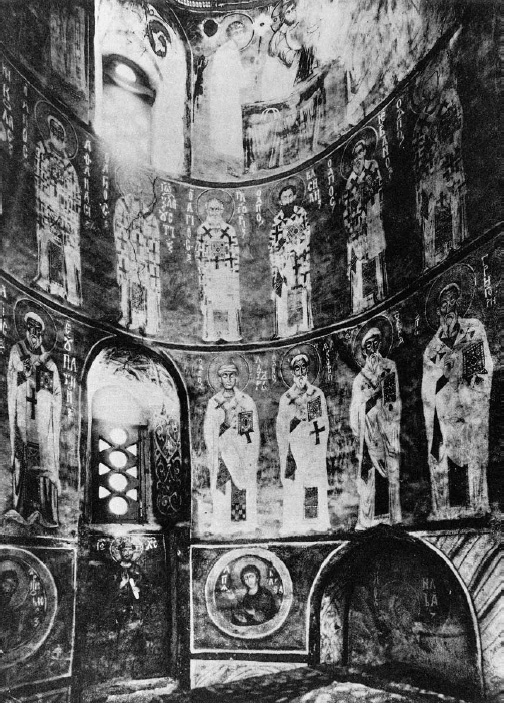
Wnętrze cerkwi na przedwojennej fotografii
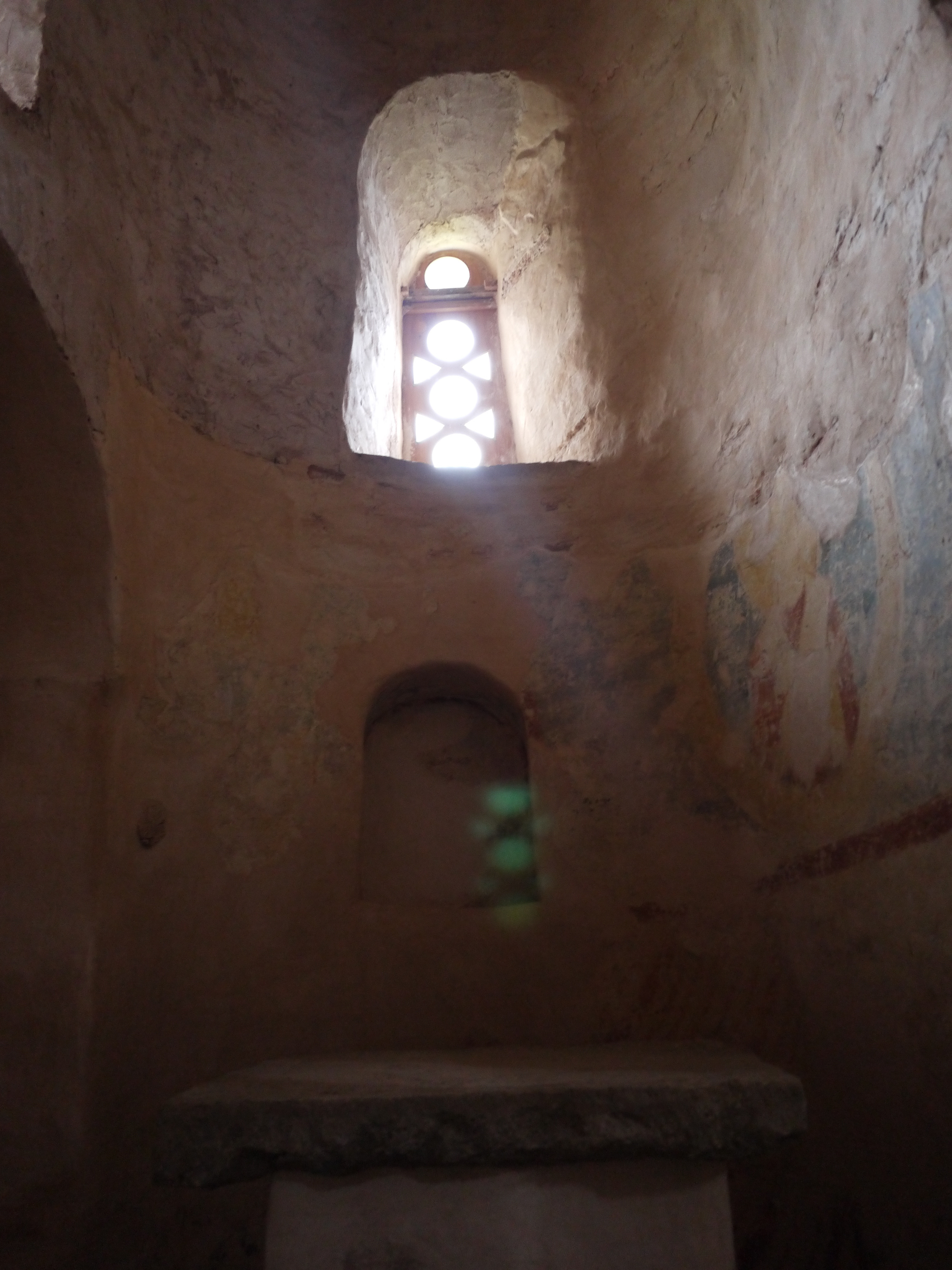
Wnętrze cerkwi współcześnie
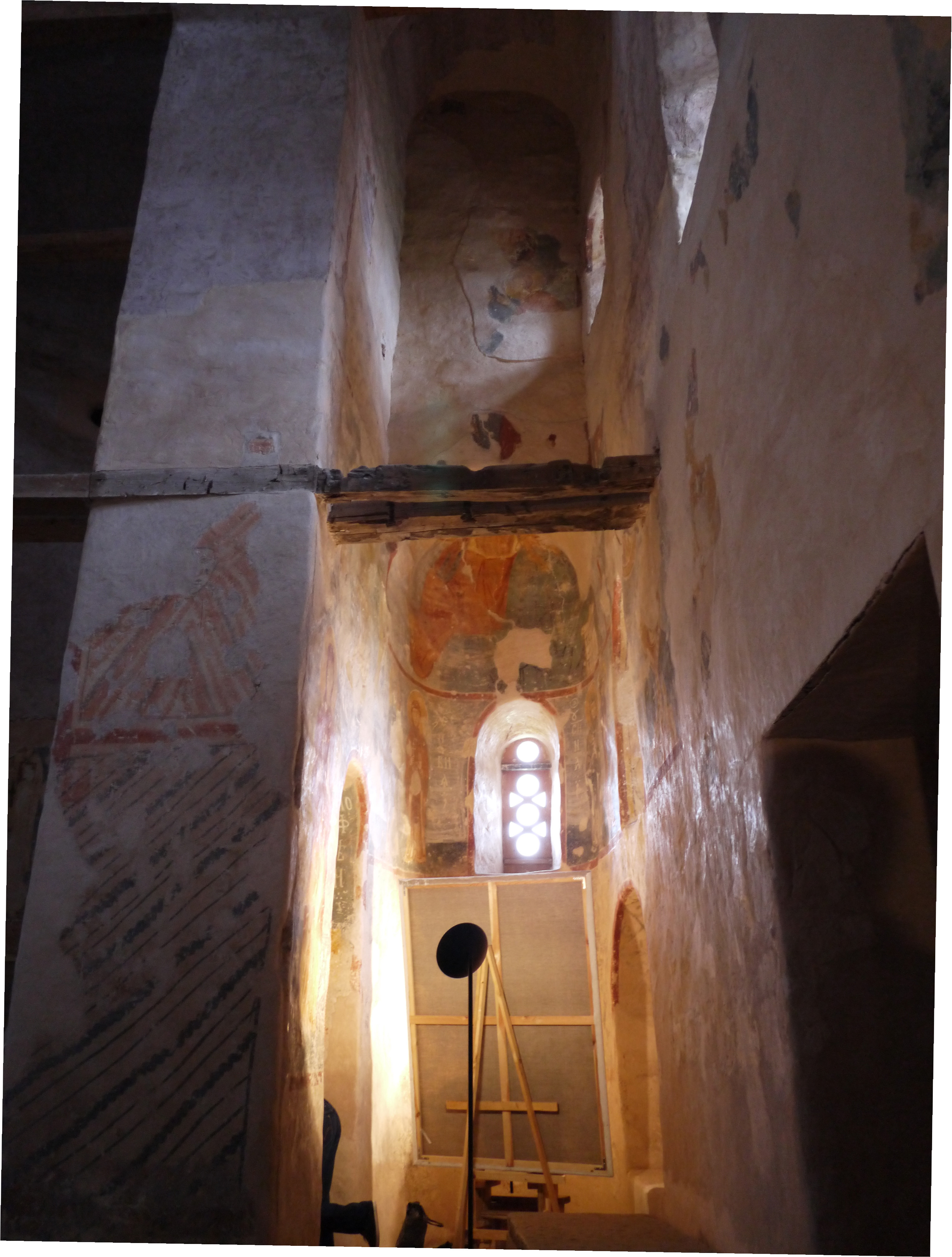
Wnętrze cerkwi współcześnie
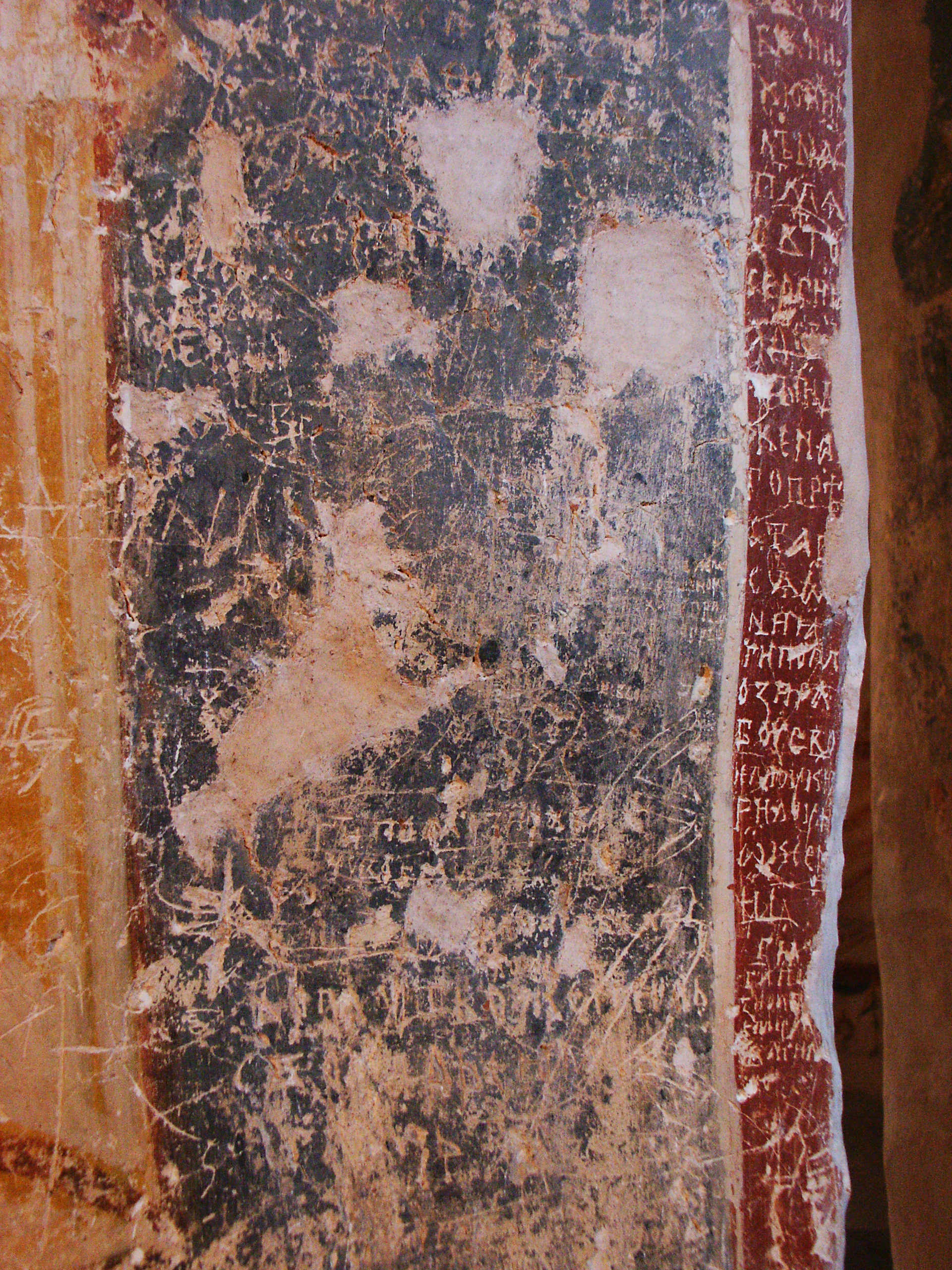
Fragment fresków
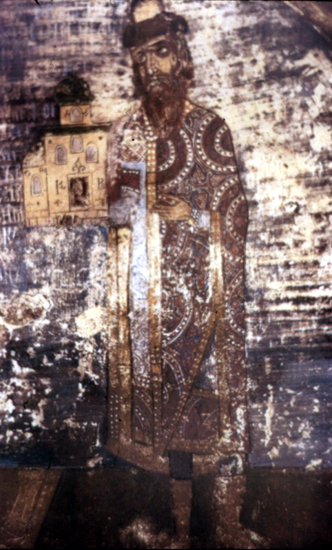
Fresk przedstawiający księcia Jarosława II